# 41-я артиллерийская бригада (США)
41-я артиллерийская бригада (англ. 41st Field Artillery Brigade) — тактическое соединение Армии США. Имеют прозвище «Рельсотронщики» («Railgunners»).
Первоначально действовавшая только с октября по декабрь 1918 года, с тех пор она действовала как штаб бригадного уровня с 1921 по 1931, 1942—1944, 1952—1969, 1972—2005, 2007—2015, и с 2018 года по настоящее время. Бригада размещалась в разное время в Вирджинии, на Гавайях, в Оклахоме, Техасе и Германии. Она участвовала во Второй мировой войне, Вьетнаме, операциях «Щит пустыни» и «Буря в пустыне» и операции «Иракская свобода». Разворачивалась в рамках оперативной группы «Ястреб» (Task Force Hawk) во время бомбардировки Югославии, но не применялась.

## История
41-я артиллерийская бригада ведет свою родословную от 41-го артиллерийского полка (Корпус береговой артиллерии), формирования тяжёлой артиллерии, задействованного ближе к концу Первой мировой войны.
41-я артиллерийская бригада была организована 1 октября 1918 года в Форт-Монро, штат Виргиния. 22 декабря 1918 года подразделение было демобилизовано. 15 января 1921 года знамя было передано на тихоокеанский театр, где 41-й артиллерийский полк был преобразован в Гавайский железнодорожный батальон. 1 июля 1924 года подразделение было переименовано в 41-й береговой артиллерийский полк и оставалось на Гавайях до своего расформирования 30 июня 1931 года.
21 апреля 1942 года 41-й береговой артиллерийский полк был вновь задействован, на этот раз в Форт-Хейсе, Гавайи, где она служила до 25 мая 1944 года. Он был награжден медалью «За Азиатско-тихоокеанскую кампанию» за свою роль во Второй мировой войне. В то время он был исключен из списков регулярной армии и включен в состав Гавайского департамента.
28 июня 1950 года управление 41-го берегового артиллерийского полка была преобразована в управление 41-й артиллерийской группы и было расформировано 18 января 1952 года в Форт-Силле, штат Оклахома.
В апреле 1967 года 41-я артиллерийская группа была развернута в Республике Вьетнам, где заработала девять медалей за участие в кампании. 15 ноября 1969 года группа была деактивирована, и её знамя вернулось в Соединённые Штаты.
15 марта 1972 года 41-я артиллерийская группа была вновь развёрнута в Бабенхаузене, ФРГ.
16 июня 1982 года соединение было переименовано в 41-ю артиллерийскую бригаду и было приписано к артиллерийскому командованию V корпуса.
В 1999 году была развёрнута в Албании в рамках оперативной группы «Ястреб» (Task Force Hawk) для потенциального выполнения задач SEAD (подавление противовоздушной обороны противника) и для выполнения функций центра управления и управления всеми артиллерийскими подразделениями, участвующими в операции. В 2003 году бригада была развёрнута вместе с V корпусом в Ираке в поддержку операции «Иракская свобода». После их службы в Ираке подразделение было расформировано 15 июля 2005 года. 41-я артиллерийская бригада была восстановлена в Форт-Худе, штат Техас, 16 апреля 2007 года, приняв в себя подразделения неактивированной 4-й артиллерийской бригады.
Чуть более года спустя 41-я артиллерийская бригада вновь была развёрнута в иракской провинции Васит, где в течение 14 месяцев обеспечивала безопасность и стабилизацию обстановки.
1 апреля 2015 года 41-я артиллерийская бригада была переименована в «Артиллерийское командование 1-й кавалерийской дивизии» (1st Cavalry Division Artillery).
30 ноября 2018 года 41-я артиллерийская бригада была вновь задействована в Баварии, имея в составе 1-й дивизион 6-го артиллерийского полка и 1-й дивизион 77-го артиллерийского полка, оснащенные реактивной системой залпового огня M270.
В сентябре 2020 года 1-й дивизион 77-го артиллерийского полка был восстановлен и вооружён РСЗО M270A1 MLRS и HIMARS двойного назначения (тактические ракеты и реактивные снаряды).
.

## Состав

### 2018 год
- Управление бригады (Headquarters and Headquarters Battery) (Графенвёр)
- 1-й дивизион 6-го артиллерийского полка (1st Battalion, 6th Field Artillery Regiment)
- 1-й дивизион 77-го артиллерийского полка (1st Battalion, 77th Field Artillery Regiment)
- 589-й батальон материально-технического обеспечения (589th Brigade Support Battalion)
- Рота связи (232nd Signal Company)[7]

## Награды и благодарности
- Медали за участия в кампаниях.[9]

| Конфликт                                    | Период                             | Год       |
| ------------------------------------------- | ---------------------------------- | --------- |
| Медаль «За Азиатско-тихоокеанскую кампанию» | Без надписи                        |           |
| Медаль «За службу во Вьетнаме»              | Контрнаступление, Фаза II          | 1966—1967 |
| Медаль «За службу во Вьетнаме»              | Контрнаступление, Фаза III         | 1967—1968 |
| Медаль «За службу во Вьетнаме»              | Тетское наступление                | 1968      |
| Медаль «За службу во Вьетнаме»              | Контрнаступление, Фаза IV          | 1968      |
| Медаль «За службу во Вьетнаме»              | Контрнаступление, Фаза V           | 1968      |
| Медаль «За службу во Вьетнаме»              | Контрнаступление, Фаза VI          | 1968—1969 |
| Медаль «За службу во Вьетнаме»              | Тет 69/Контрнаступление            | 1969      |
| Медаль «За службу во Вьетнаме»              | Лето — осень 1969                  | 1969      |
| Медаль «За службу во Вьетнаме»              | Зима — весна 1970                  | 1969—1970 |
| Медаль «За кампанию в Косове»               | Операция «Совместная кузница»      | 1999      |
| Медаль «За Иракскую кампанию»               | Кампании, которые будут определены |           |

- Награды[9]

| Лента | Награда                                           | Год     | Примечания            |
| ----- | ------------------------------------------------- | ------- | --------------------- |
|       | Похвальная благодарность армейской воинской части | 2003    | Ирак                  |
|       | Похвальная благодарность армейской воинской части | 1967—68 | Вьетнам               |
|       | Похвальная благодарность армейской воинской части | 1968—69 | Вьетнам               |
|       | Крест «За храбрость» с пальмовым листом           | 1967—69 | За службу во Вьетнаме |